# اولگا سویدرسکا
اولگا سویدرسکا (انگلیسی: Olga Sviderska؛ زادهٔ ۲ اکتبر ۱۹۸۹) ورزشکار ورزش شنا اهل اوکراین است.
وی در مسابقات کشوری و بین‌المللی در مجموع برندهٔ ۱۳ مدال طلا، ۵ مدال نقره، ۷ مدال برنز شده‌است.